# Reknica (dopływ Raduni)
Reknica – struga na Kaszubach, prawy dopływ Raduni. Rzeka wypływa ze źródła położonego ok. 2 km na zachód od Przywidza na wschodniej wysoczyźnie morenowej Pojezierza Kaszubskiego. Przepływa przez Jezioro Klonowskie, Klonowo Dolne, Jezioro Głębokie (zwane też Głęboczko), Hutę Dolną, Jezioro Ząbrskie, Marszewską Górę i Czapielsk, po czym nabiera charakteru górskiego, płynąc dalej w kierunku południowo-wschodnim i tworząc malowniczy jar (będący rezerwatem) między Czapielskiem a Kolbudami i by ostatecznie ujść do starego koryta Raduni w Kolbudach.
Rzekę nazywano dawniej Bembernicą, a jej odcinek końcowy nosił nazwę Ząbrzyca (wcześniej Ząbrzenica). Pod koniec XVI wieku miejscowy dzierżawca założył u ujścia Reknicy do Raduni kuźnię. W późniejszym okresie, nieco powyżej, zbudowano funkcjonujący jeszcze przed II wojną światową młyn wodny.